# Аламасово
Аламасово (рос. Аламасово) — село в Вознесенському районі Нижньогородської області Російської Федерації.
Населення становить 574 особи. Входить до складу муніципального утворення Наришкінська сільрада.

## Історія
Від 2004 року входить до складу муніципального утворення Наришкінська сільрада.

## Населення
| 1999 | 2002 | 2010 |
| ---- | ---- | ---- |
| 608  | ↘591 | ↘574 |